# يان ديفيدسون (لاعب كريكت)
يان ديفيدسون (21 ديسمبر 1964 في المملكة المتحدة - ) (بالإنجليزية: Ian Davidson)‏ هو لاعب كريكت بريطاني. لعب مع نادي مقاطعة لانكشر للكريكت ‏.

## وصلات خارجية
- يان ديفيدسون على موقع إي آس بي آن كريك إنفو (الإنجليزية)